# 52. Legislaturperiode der Schweizer Bundesversammlung
Die 52. Legislaturperiode der Schweizer Bundesversammlung begann am 4. Dezember 2023. Sie wird im Dezember 2027 mit der konstituierenden Sitzung der 53. Legislaturperiode enden. Tagungsort des National- und Ständerates ist das Bundeshaus in Bern.

## Sessionen
In der Regel finden vier dreiwöchige Sessionen der Bundesversammlung pro Kalenderjahr statt. Bei hohem Arbeitsanfall oder aufgrund ausserordentlicher Ereignisse können die Räte zu zusätzlichen Sessionen einberufen werden (Sondersessionen oder ausserordentliche Sessionen).

### Wahl des Bundesrates
In der zweiten Woche der ersten Wintersession einer neuen Legislaturperiode findet jeweils die Wahl des Bundesrates statt, diesmal am 13. Dezember 2023.

## Zusammensetzung
| Partei | Partei                            | Abk.  | Sitze Gesamt | Nationalrat | Ständerat | Veränderung |
| ------ | --------------------------------- | ----- | ------------ | ----------- | --------- | ----------- |
|        | Schweizerische Volkspartei        | SVP   | 68           | 62          | 6         | +9          |
|        | Sozialdemokratische Partei        | SP    | 50           | 41          | 9         | +2          |
|        | Die Mitte                         | Mitte | 44           | 29          | 15        | +2          |
|        | FDP.Die Liberalen                 | FDP   | 39           | 28          | 11        | −2          |
|        | Grüne Partei                      | GPS   | 26           | 23          | 3         | −7          |
|        | Grünliberale Partei               | glp   | 11           | 10          | 1         | −5          |
|        | Mouvement citoyens genevois       | MCG   | 3            | 2           | 1         | +3          |
|        | Eidgenössisch-Demokratische Union | EDU   | 2            | 2           | –         | +1          |
|        | Evangelische Volkspartei          | EVP   | 2            | 2           | –         | −1          |
|        | Lega dei Ticinesi                 | Lega  | 1            | 1           | –         | 0           |
|        | Partei der Arbeit                 | PdA   | 0            | 0           | –         | −1          |
|        | solidaritéS                       | SOL   | 0            | 0           | –         | −1          |
|        | parteilos                         |       | 0            | –           | 0         | −1          |

## Präsident

### Nationalrat
| Amtsdauer | Amtsdauer | Ratspräsident   | Kanton           | Bemerkung       |
| --------- | --------- | --------------- | ---------------- | --------------- |
|           | 2023      | Gerhard Pfister | Zug              | Alterspräsident |
|           | 2023/2024 | Eric Nussbaumer | Basel-Landschaft |                 |
|           | 2024/2025 | Maja Riniker    | Aargau           |                 |
|           | 2025/2026 |                 |                  |                 |
|           | 2022/2023 |                 |                  |                 |

### Ständerat
| Amtsdauer | Amtsdauer | Ratspräsident | Kanton                 | Bemerkungen |
| --------- | --------- | ------------- | ---------------------- | ----------- |
|           | 2023/2024 | Eva Herzog    | Basel-Stadt            |             |
|           | 2024/2025 | Andrea Caroni | Appenzell Ausserrhoden |             |
|           | 2025/2026 |               |                        |             |
|           | 2026/2027 |               |                        |             |

## Fraktionschefs
| Fraktion | Fraktion                                 | Amtsdauer | Fraktionschef                | Kanton                 |
| -------- | ---------------------------------------- | --------- | ---------------------------- | ---------------------- |
|          | Fraktion der Schweizerischen Volkspartei | seit 2017 | Thomas Aeschi                | Zug                    |
|          | Sozialdemokratische Fraktion             | seit 2023 | Samira Marti Samuel Bendahan | Basel-Landschaft Waadt |
|          | Mitte-Fraktion                           | seit 2021 | Philipp Matthias Bregy       | Wallis                 |
|          | FDP-Liberale Fraktion                    | seit 2022 | Damien Cottier               | Neuenburg              |
|          | Grüne Fraktion                           | seit 2020 | Aline Trede                  | Bern                   |
|          | Grünliberale Fraktion                    | seit 2023 | Corina Gredig                | Zürich                 |

## Mitglieder des Nationalrates
Siehe Liste der Mitglieder des Schweizer Nationalrats in der 52. Legislaturperiode

## Mitglieder des Ständerates
Siehe Liste der Mitglieder des Schweizer Ständerats in der 52. Legislaturperiode